# Stavsudda-Krokholmens naturreservat
Stavsudda-Krokholmens naturreservat är ett naturreservat i Värmdö kommun i Stockholms län.
Området är naturskyddat sedan 1974 och är 4,2 hektar stort. Reservatet omfattar en höjd vid havet på nordöstra delen av Krokholm. Reservatet består av tallskog och barrblandskog.